# Circuit de Borsele 2011
La 10e édition du Circuit de Borsele a lieu le 23 avril 2011. La course fait partie du calendrier international féminin UCI 2011 en catégorie 1.2. Elle est remportée par la Néerlandaise Kirsten Wild.

## Récit de la course
Au kilomètre vingt-cinq, Christina Becker place la première attaque. Elle est reprise au kilomètre cinquante. Peu après un groupe d'une vingtaine de coureuses sort. À cinq kilomètres de l'arrivée, Lucinda Brand attaque. Elle est rejointe, mais cela permet à sa coéquipière Kirsten Wild d'être en position idéale pour le sprint. Elle s'impose.

## Classements

### Classement final
| \| Classement général \| Classement général \| Classement général \| Classement général \| Classement général \| \| Coureur \| Coureur \| Pays \| Équipe \| Temps \| \| ------------------ \| ------------------ \| ------------------ \| ----------------------------- \| ------------------ \| \| 1re \| Kirsten Wild \| Pays-Bas \| AA Drink-Leontien.nl \| 3 h 00 min 39 s \| \| 2e \| Charlotte Becker \| Allemagne \| HTC-Highroad Women \| + 0 s \| \| 3e \| Marianne Vos \| Pays-Bas \| Nederland Bloeit \| + 0 s \| \| 4e \| Lizzie Armitstead \| Royaume-Uni \| Garmin-Cervélo \| + 0 s \| \| 5e \| Sara Mustonen \| Suède \| Hitec Products-UCK \| + 0 s \| \| 6e \| Katie Colclough \| Royaume-Uni \| HTC-Highroad Women \| + 0 s \| \| 7e \| Amy Pieters \| Pays-Bas \| Skil-Argos \| + 0 s \| \| 8e \| Vera Koedooder \| Pays-Bas \| Specialized-DPD Pakketservice \| + 0 s \| \| 9e \| Iris Slappendel \| Pays-Bas \| Garmin-Cervélo \| + 0 s \| \| 10e \| Sarah Düster \| Allemagne \| Nederland Bloeit \| + 13 s \| |                   |             |                               |                 |
| |                   |             |                               |                 |
| Source : Cycling Quotient |                   |             |                               |                 |
| Classement général |                   |             |                               |                 |
| Coureur | Coureur           | Pays        | Équipe                        | Temps           |
| 1re | Kirsten Wild      | Pays-Bas    | AA Drink-Leontien.nl          | 3 h 00 min 39 s |
| 2e | Charlotte Becker  | Allemagne   | HTC-Highroad Women            | + 0 s           |
| 3e | Marianne Vos      | Pays-Bas    | Nederland Bloeit              | + 0 s           |
| 4e | Lizzie Armitstead | Royaume-Uni | Garmin-Cervélo                | + 0 s           |
| 5e | Sara Mustonen     | Suède       | Hitec Products-UCK            | + 0 s           |
| 6e | Katie Colclough   | Royaume-Uni | HTC-Highroad Women            | + 0 s           |
| 7e | Amy Pieters       | Pays-Bas    | Skil-Argos                    | + 0 s           |
| 8e | Vera Koedooder    | Pays-Bas    | Specialized-DPD Pakketservice | + 0 s           |
| 9e | Iris Slappendel   | Pays-Bas    | Garmin-Cervélo                | + 0 s           |
| 10e | Sarah Düster      | Allemagne   | Nederland Bloeit              | + 13 s          |

### Points UCI
| Position           | 1er | 2e | 3e | 4e | 5e | 6e | 7e | 8e | 9e | 10e |
| Classement général | 40  | 30 | 16 | 12 | 10 | 8  | 6  | 3  | 2  | 1   |